# Allamont
Allamont é uma comuna francesa na região administrativa do Grande Leste, no departamento de Meurthe-et-Moselle. Estende-se por uma área de 9.06 km², e possui 162 habitantes, segundo o censo de 2018, com uma densidade de 18 hab/km².